# Morane-Saulnier L
Morane-Saulnier L, còn gọi là Morane-Saulnier Type L là một mẫu máy bay tiêm kích cánh trên của Pháp trong Chiến tranh thế giới I.

## Biến thể

### Phiên bản của Morane-Sulnier
- L
- LA

### Phiên bản do Pfalz chế tạo
- A.I
- A.II
- E.III

## Quốc gia sử dụng
Argentina
- Không quân Argentina

 Bỉ
 Tiệp Khắc
 Phần Lan
- Không quân Phần Lan

 Pháp
 Hà Lan
 Perú
- Không quân Peru

 Ba Lan
 România
- Không quân Hoàng gia Romania

 Russian Empire
- Không quân Đế quốc Nga

 Thụy Điển
- Không quân Thụy Điển

 Thụy Sĩ
 Thổ Nhĩ Kỳ
- Không quân Ottoman

 Ukraina
 Liên Xô
- Không quân Liên Xô thừa kế từ Không quân Đế quốc Nga.

 Anh Quốc
- Quân đoàn Không quân Hoàng gia
- Cục Không quân Hải quân Hoàng gia

## Tính năng kỹ chiến thuật (Type L)

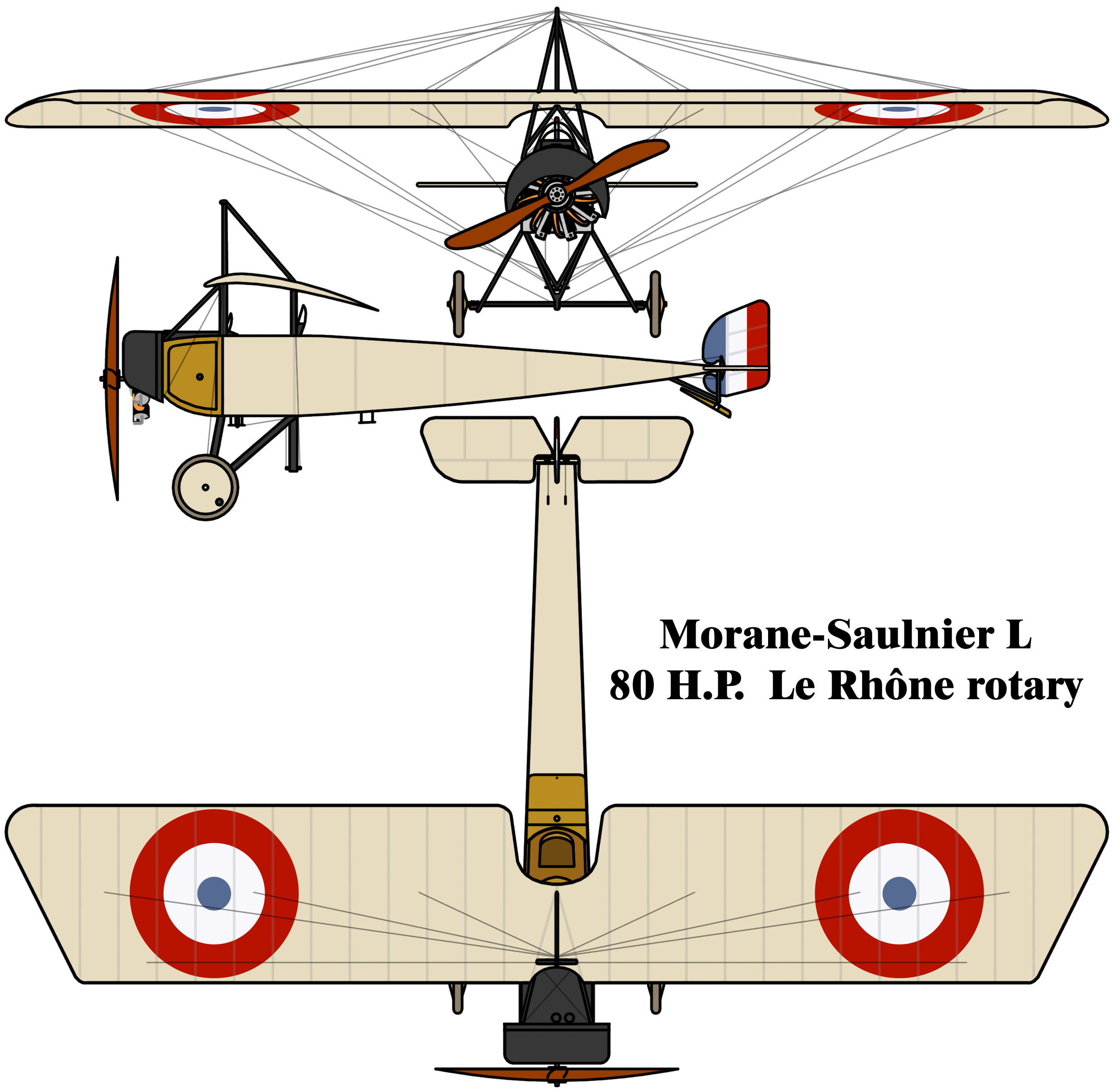
Morane-Saulnier L

Dữ liệu lấy từ Aeroplanes of the Royal Flying Corps (Military Wing)
Đặc điểm tổng quát
- Kíp lái: 2
- Chiều dài: 6,88 m (22 ft 6¾ in)
- Sải cánh: 11,20 m (36 ft 8⅞ in)
- Chiều cao: 3,93 m (12 ft 10⅝ in)
- Diện tích cánh: 18,3 m² (197 sq ft)
- Trọng lượng rỗng: 393 kg (865 lb)
- Trọng lượng có tải: 677,5 kg (1.491 lb)
- Động cơ: 1 × Le Rhône 9C kiểu động cơ 9 xylanh, 60 kW (80 hp)

 Hiệu suất bay 
- Vận tốc cực đại: 125 km/h (68 knot, 78 mph) trên mực nước biển
- Thời gian bay: 4 h
- Lên độ cao 1000 m (3000 ft): 8 phút

Trang bị vũ khí

- Súng: 1 × Súng máy Lewis 0.303 in (7,7 mm)